# Feldespat alcalí
El terme «feldespat alcalí» es refereix a un feldespat ric en potassi i/o sodi dominant del qual no es coneix la simetria ni la distribució d'Al i Si; pot referir-se a:
- Anortoclasa
- Microclina
- Ortosa
- Pertita
- Sanidina
- Albita sòdica